# ژانا گالستیان
ژانا گالستیان (ارمنی: Ժաննա Գեորգիի Գալստյան؛ زادهٔ ۱۵ آوریل ۱۹۴۸) بازیگر و سیاستمدار اهل ارمنستان است.

## زندگی‌نامه
وی در ۱۵ آوریل ۱۹۴۸ در استپاناکرت به دنیا آمد و از فارغ‌التحصیل گشت. وی برنده جوایزی همچون مدال موسس خورناتسی و نشان عقاب طلایی قهرمان آرتساخ (۲۰۱۵) مدال آزادسازی شوشی (۲۰۰۲) مدال شجاعت (۱۹۸۸) نشان گریگور لوسارویچ (۲۰۰۸) هنرمند مردمی جمهوری ارمنستان (۲۰۰۴) نشان صلیب رزمی درجه یک جمهوری قره‌باغ کوهستانی (۲۰۰۰) است. 